# Ilgio ežeras (I)
Ilgio ežeras (I) este o arie protejată (sit de importanță comunitară — SCI) din Lituania întinsă pe o suprafață de 66 ha, integral pe uscat.

## Localizare
Centrul sitului Ilgio ežeras (I) este situat la coordonatele 54°02′17″N 23°44′30″E / 54.0381°N 23.7417°E.

## Înființare
Situl Ilgio ežeras (I) a fost declarat sit de importanță comunitară în martie 2004 pentru a proteja un număr necunoscut de specii din flora spontană și fauna sălbatică aflate în arealul zonei.

## Biodiversitate
Situată în ecoregiunea boreală, aria protejată conține 1 habitat natural: Ape puternic oligomezotrofe cu vegetație bentonică cu Chara spp..
La baza desemnării sitului se află un număr nedeclarat de specii protejate.